# Camden, South Carolina
Camden är en stad i den amerikanska delstaten South Carolina med en yta av 25,3 km² och en folkmängd, som uppgår till 6 682 invånare (2000). Camden är administrativ huvudort i Kershaw County. Orten fick stadsrättigheter år 1786.
Camden är känt för Carolina Cup i steeplechase och för slaget vid Camden i amerikanska revolutionskriget. Vadslagningen i hästtävlingar är förbjuden enligt South Carolinas lag, en omständighet som gör Carolina Cup unik bland stora steeplechasetävlingar.